# Wieża słoneczna

Schemat pracy wieży słonecznej

Wieża słoneczna jest urządzeniem do pozyskiwania energii słonecznej. Powietrze nagrzewa się  w ogromnym kolektorze słonecznym (podobnie jak w szklarni), unosi się i ucieka poprzez wysoką wieżę-komin. Poruszające się powietrze napędza turbiny, produkując elektryczność. Pilotażowa instalacja działała w Hiszpanii w latach osiemdziesiątych XX wieku.

## Opis konstrukcji
Wydajność energetyczna wieży słonecznej zależy pośrednio od dwóch czynników: wielkości kolektora oraz wysokości komina. Przy dużym kolektorze, większa objętość powietrza ulega nagrzaniu, co powoduje jego większą prędkość przepływu przez komin. Teoretyczne rozważania przewidują powierzchnię o promieniu 3,5 km. Przy wyższym kominie następuje z kolei większa różnica ciśnień wywołana przez tzw. efekt kominowy, co z kolei wymusza większą prędkość przepływającego powietrza. Elektrownia o mocy 100 MW wymagałaby 1000 m wieży i szklarni o powierzchni 20 kilometrów kwadratowych. Zwiększenie wysokości komina oraz powierzchni kolektora zwiększy przepływ powietrza przez turbiny, a więc ilość produkowanej energii.
Ciepło może być gromadzone pod powierzchnią kolektora, gdzie będzie używane do pozasłonecznej pracy wieży, poprzez oddawanie ciepła do chłodnego powietrza, wymuszając jego cyrkulację nocą. Woda, która ma stosunkowo dużą pojemność cieplną może wypełniać rury znajdujące się pod kolektorem, powiększając ilość oddawanej energii w razie potrzeby.
Turbiny wiatrowe mogą być zamontowane poziomo przy połączeniu kolektora z wieżą, podobnie jak jest to w planach budowy wieży w Australii (widoczne na schemacie). W prototypie pracującym w Hiszpanii oś turbiny pokrywała się z osią komina.
Wadą wież słonecznych jest konieczność pracy w obszarach silnie nasłonecznionych oraz zajęcie znacznej powierzchni pod kolektor. Tereny nadające się do budowy to tereny o niskiej wartości, takie jak np. pustynie.
Małoskalowe wieże słoneczne (o małej mocy) mogą być interesującą alternatywą w pozyskiwaniu energii dla krajów rozwijających się, gdyż do ich budowy nie są wymagane kosztowne materiały i urządzenia ani wysoko wykwalifikowana kadra w trakcie eksploatacji konstrukcji.

## Historia
Pierwsza wzmianka na temat wież słonecznych pojawiła się w 1903 w magazynie "La energía eléctrica", jednak podstawy teoretyczne konstrukcji opracowane zostały przez Hannsa Günthera dopiero w 1931 r. Z początkiem 1975 Robert E. Lucier przedstawił patenty na wieżę słoneczną, które w ciągu kilku lat zostały wykupione przez Australię Kanadę, Izrael, oraz USA.

## Prototyp

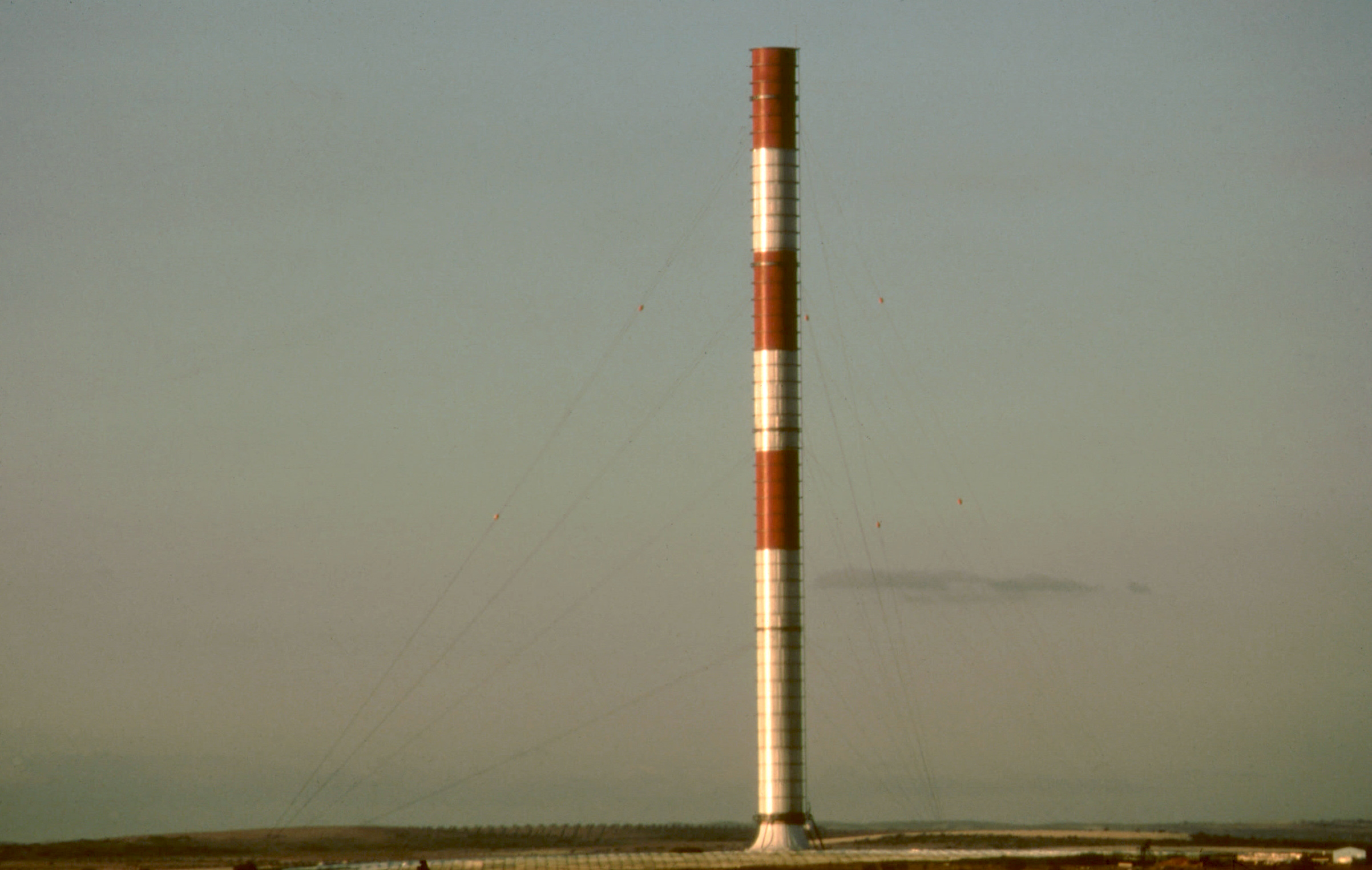
Komin słoneczny w Hiszpanii widoczny z odległości 8 km

W 1982 obiekt o średniej skali został wzniesiony w Hiszpanii, 150 km na południe od Madrytu. Projekt został w całości opłacony przez rząd Niemiec. Konstrukcja składała się z komina o wysokości 195 m i średnicy 10 m, oraz kolektora o całkowitej powierzchni 46000 metrów kwadratowych (o średnicy 244 m), uzyskując na wyjściu moc elektryczną 50 kW. Podczas pracy instalacji zgromadzono wiele danych, niezbędnych do zaprojektowania, budowy i eksploatacji większych konstrukcji. Konstrukcja pilotażowa pracowała około 8 lat, lecz z powodu "niestabilności komina wywołanej przez wiry", została rozebrana w roku 1989.

## Planowane konstrukcje

### „Ciudad Real Torre Solar”
Konstrukcja ta planowana jest w miejscowości Ciudad Real w Hiszpanii. Jeśli zostanie wybudowana, będzie to pierwsza taka instalacja w Unii Europejskiej. Planowana konstrukcja ma obejmować obszar 350 hektarów, co w połączeniu z kominem o wysokości 750 metrów pozwoli na uzyskanie 40 MW energii wyjściowej.

### „Solar Tower Buronga”
Od roku 2001 trwały przygotowania firmy EnviroMission do budowy wieży słonecznej w Australii, wspomagane przez władze lokalne, liczące na dodatkowe zyski z turystyki (według planów władz lokalnych, na szczycie komina miał znajdować się punkt widokowy). Wieża miała powstać w okolicy Buronga w stanie Nowa Południowa Walia. Ze względu na brak wsparcia ze strony władz australijskich EnviroMission porzuciła te plany i zdecydowała się wybudować wieżę w Arizonie w Stanach Zjednoczonych.

## Opłacalność
Budowa wieży słonecznej wymaga wysokich nakładów początkowych, które są z kolei rekompensowane przez niski koszt obsługi, możliwy do uzyskania poprzez brak kosztów paliwa. Wadą jest jednak niższa efektywność konwersji energii słonecznej niż np. w konstrukcjach lustrzanych elektrowni słonecznych. Jest to spowodowane większą powierzchnią zajmowaną przez kolektor oraz wyższy koszt konstrukcji.
Przyjmuje się, iż wieża słoneczna będzie wymagała dużo mniejszej rezerwy energetycznej niż w przypadku elektrowni wiatrowych czy tradycyjnych elektrowni słonecznych. Związane jest to z faktem gromadzenia energii cieplnej, która może być oddawana w nocy. Umożliwi to pracę wieży przez całą dobę, czego nie mogą zagwarantować elektrownie wiatrowe czy ogniwa fotowoltaiczne, dla których muszą istnieć w systemie energetycznym rezerwy energetyczne w postaci  tradycyjnych elektrowni o mocy i dyspozycyjności umożliwiającej zastąpienie tych elektrowni.
Nie wiadomo dokładnie jaki byłby koszt energii wytwarzanej przy użyciu konstrukcji wież słonecznych. Niektóre źródła szacują koszt na 7-21 centów/kWh, inne zakładają, iż koszt energii musiałby wynosić nie mniej niż 25-35 centów za kWh. Rzeczywisty poziom kosztów będzie znany podczas pracy działającej instalacji.

## Stopień konwersji energii słonecznej
Podstawową wadą wież słonecznych jest niski stopień konwersji energii słonecznej w energię elektryczną. Wiele projektów bazujących na wykorzystaniu ciepła słonecznego posiada wyższą sprawność w przeliczeniu na metr kwadratowy. Jednak w przypadku wież rekompensowane jest to znacznie mniejszym kosztem nakładów na jednostkę powierzchni.
Według szacunków, wieża słoneczna o mocy 200 MW wymaga kolektora o średnicy 7 km i komina wysokości 1000 metrów. Instalacja ta może zapewnić energię dla 200 tysięcy typowych gospodarstw domowych. W przypadku tradycyjnych elektrowni, produkcja tej energii spowodowałaby wydzielanie do atmosfery 900 tys. ton gazów cieplarnianych w ciągu roku. Wydajność takiej elektrowni  szacuje się na około 5 W/m² (sprawność klasycznych fotoogniw wynosi około 20-40%, średnio około 50 W/m²), jednak wartości te mogą zostać potwierdzone dopiero przy pracy pełnoskalowej instalacji.
Nie wiadomo także, jak zachowywać się będzie komin pod wpływem silnych wiatrów, które będą wywoływać naprężenia materiału użytego do budowy komina. Czynnikiem, który także należy wziąć pod uwagę jest poziom nasłonecznienia. Przykładowo kominy słoneczne pracujące w Kanadzie produkowałyby około 85% energii podobnych konstrukcji pracujących w rejonach równikowych.